# Pablo Márquez
Pablo Márquez es un luchador profesional ecuatoriano que ha competido para diversas promociones como el World Wrestling Council, International Wrestling Association, y Michinoku Pro Wrestling fuera de Japón. Márquez es probablemente más famoso por su breve paso por la World Wrestling Federation (WWF) en 1998 como Babu. Márquez también compitió en la Extreme Championship Wrestling (ECW) como UBAS y en Kaientai Dojo como PABLO y en Wrestling superstars (chile) como "La Pantera Ecuatoriana

## Vida personal
Márquez dijo en una entrevista en 1998 para el sitio web de la World Wrestling Federation de que había cometido un crimen en su casa de Ecuador en 1991. En 1999, fue detenido durante tres días en Newark, Nueva Jersey cuando él era incapaz de probar su nacionalidad al entrar a Estados Unidos desde Ecuador, pero fue puesto en libertad sin cargos.
Márquez ha estado involucrado con la formación de varios luchadores. Él ayudó a algunos nuevos talentos en la Coastal Championship Wrestling (CCW), tales como JT Flash, Kaotic Romeo Razel Quevedo, y Dirty White Boy. Además, él y Super Crazy fueron los instructores del luchador Cruzz para la IWA de Puerto Rico.

## Carrera

### Extreme Championship Wrestling (1995-1998)
Pablo Márquez fue entrenado para luchar en la ECW bajo su campo de entrenamiento, la ECW House of Hardcore. Con entrenadores notables que incluyeron a Taz, Mikey Whipwreck, y Perry Saturn. Márquez comenzó aparecimiento en los programas de ECW en 1995 bajo el nombre en el ring de El Puerto Riqueño. Él desafió a combates por el Campeonato Televisado de la ECW en varias ocasiones, pero no fue capaz de ganar el cinturón. Apareció en varios programas importantes, su primera aparición fue en una derrota ante Stevie Richards en November to Remember de 1995. Al mes siguiente, compitió en December to Dismember, perdiendo ante Taz, y en Holiday Hell, donde perdió ante Bruiser Mastino. También luchó en tres grandes espectáculos de la ECW en 1996, perdiendo ante Spiro Greco en CyberSlam, y en un combate inconcluso contra Super Nova en Hostile City Showdown, y una derrota frente a Louie Spicolli en Heat Wave. En 1997, comenzó a luchar bajo su nombre real. Durante su carrera en ECW, compitió también bajo el nombre de UBAS. Durante su carrera, apareció en ECW Hardcore TV, y también apareció en algunos de los programas de ECW. Salió de la ECW cuando firmó para la WWF.

### World Wrestling Federation (1998)
Pablo Márquez debutó en 16 de agosto de 1998 en el episodio de Sunday Night Heat bajo el nombre de "Abu" (más tarde "Babu"). Su gimmick fue el de un criado de Tiger Ali Singh. Fue visto a menudo haciendo cosas degradantes para Singh. Aunque la mayor parte de su paso por la WWF estaba en un papel fuera de lucha, tuvo un combate televisado el 6 de diciembre de 1998, en la edición de Sunday Night Heat. Haciendo equipo con Tiger Ali Singh frente a Kurrgan y Luna, pero el combate terminó inconcluso.

### Circuito independiente
Después de ser liberado de la WWF, Márquez trabajó para una serie de promociones de lucha libre. El 2 de febrero de 1997 Márquez derrotó a Bodacious Pretty Boy en Baltimore, MD. en la Mid-Eastern Wrestling Federation. Volvió a la ECW, apareciendo dos veces en sus programas de televisión. El 2 de enero de 1999 en la edición de ECW Hardcore TV, Márquez perdió ante Yoshihiro Tajiri. También apareció en TNN de ECW el 17 de diciembre de 1999 luchando contra Super Caló y Hidaka, en un combate de triple amenaza. Ese partido terminó en un no-contest.
También trabajó para Jersey All Pro Wrestling bajo su nombre real. Compitió allí desde 1999 a 2000 y fue parte de un grupo conocido como el "New Freebirds" con Don Montoya y Juventud imprudente.
En 2003 y 2004, luchó para la World Wrestling Council en Puerto Rico y ganó el World Junior Heavyweight Championship en tres ocasiones. De 2005 a 2006, Márquez luchó en la promoción de lucha libre de Puerto Rico Internacional Wrestling Association. 
En 11 de diciembre de 2016 debuta como "La Pantera Ecuatoriana " en la compañía chilena Wrestling Superstars siendo mánager de el Hugo savinovich

## En lucha
- Movimientos finales
  - Springboard moonsault
  - Diving or a Running crossbody
  - Spin kick

## Campeonatos y logros
- Pennsylvania Championship Wrestling

- PCW Junior Heavyweight Championship (1 vez)

- World Wrestling Council

- WWC World Junior Heavyweight Championship (3 veces)